# Rodzina wie lepiej
Rodzina wie lepiej – polski teleturniej oparty na formacie Sure or Insure emitowany w 2017 roku na antenie TVP1. Jego prowadzącym był Marcin Rams. Uczestnicy programu odpowiadali na pytania z zakresu wiedzy ogólnej, a w przypadku wątpliwości mogli korzystać z ubezpieczeń.
Format Sure or Insure pochodzi z biblioteki izraelskiego przedsiębiorstwa Keshet International. Polska wersja programu początkowo miała nosić nazwę Ryzyk-fizyk.

## Zasady gry
Do gry przystępuje pięcioosobowa drużyna. Na początek otrzymuje 20 000 złotych. Jej kapitan zasiada na fotelu w centrum studia, a pozostałych czterech uczestników wchodzi do specjalnej kabiny, w której nie mają możliwości obserwacji gry kapitana. Gra składa się z sześciu pytań.
Kapitan drużyny otrzymuje pytanie z czterema możliwymi wariantami odpowiedzi, spośród których wybiera jeden. Gdy to zrobi, pytanie jest przedstawiane drużynie przebywającej w kabinie, której zadaniem jest ocena, czy kapitan znał poprawną odpowiedź. Zawsze mogą zatwierdzić wskazanie kapitana, ale jeżeli mają wątpliwości, mogą użyć jednego z dwóch rodzajów tzw. ubezpieczeń:
- 50% – konto graczy jest pomniejszane o połowę, ale bez względu na to, czy kapitan udzielił poprawnej czy błędnej odpowiedzi – drużyna awansuje do kolejnej rundy;
- 25% – konto graczy jest pomniejszane o ćwierć, a w wypadku gdyby odpowiedź kapitana była błędna, drużyna w kabinie może wybrać inną (spośród trzech pozostałych).

Zarówno ubezpieczenia 50%, jak i 25%, można użyć w ciągu gry dwukrotnie.
Za pokonanie kolejnych rund, niezależnie od tego, czy wskazano poprawną odpowiedź na zadane pytanie, zawodnicy otrzymują nagrody pieniężne:
- po 1. pytaniu: 500 zł,
- po 2. pytaniu: 1000 zł,
- po 3. pytaniu: 1500 zł,
- po 4. pytaniu: 3000 zł,
- po 5. pytaniu: 6000 zł,
- po 6. pytaniu: 8000 zł.

Jeżeli na którekolwiek pytanie kapitan udzieli błędnej odpowiedzi i uczestnicy w kabinie nie ocalą drużyny, wykorzystując ubezpieczenie – drużyna kończy grę bez pieniędzy.
Najwyższa możliwa do wygrania suma pieniędzy to 40 000 zł.

## Emisja i oglądalność
Program nadawano premierowo od poniedziałku do soboty o godz. 18.30 w okresie od 28 sierpnia do 2 grudnia 2017 roku. Według badań przedsiębiorstwa Nielsen program śledziło średnio 877 tys. widzów, a najchętniej oglądany odcinek zobaczyło 1,59 mln osób.